# 圖盧茲球場
土魯斯球場（法語：Stadium de Toulouse），前稱圖盧茲市政球場（法語：Stadium Municipal）是法國土魯斯最大的多功能體育場。是法國第七大球場。目前它主要用於足球比賽。是法國足球甲級聯賽球隊土魯斯足球俱樂部的主場球場。球場建於1937年，是為1938年世界杯足球賽而建造，在1949年和1997年重建，在1998年世界杯期間，舉辦了6場比賽。